# Venice Beach (TV-serie)
Venice Beach är ett svenskt realityprogram från 2018 som sänds i TV4 och TV4 Play. 

## Handling
I Venice Beach följs sju personer som alla har flyttat över Atlanten och försöker få sina drömmar uppfyllda i Los Angeles, Kalifornien. Videomaterialet i serien innehåller egenfilmat material från deltagarna som varvas med professionella intervjuer. Deltagare som förekommer i serien är bland annat Sara och Hanna Montazami , dotter till realitystjärnan Maria Montazami och Julia Bailey (kusin till skådespelaren Malin Åkerman).
I november rapporterades att delar av deltagaren Sofia Isakssons vingård "Malibu Rocky Oaks" brunnit upp under de våldsamma bränder som härjat i Kalifornien hösten 2018.